# Latina
Latina (dawniej Littoria) – miasto we Włoszech, w regionie Lacjum, siedziba władz administracyjnych prowincji Latina. Liczy 108 711 mieszkańców i jest drugim co do wielkości miastem regionu. Zostało założone w 1932 roku, gdy otaczające dzisiejszą Latinę bagna zostały osuszone.
Latina graniczy z gminami: Aprilia, Cisterna di Latina, Nettuno, Pontinia, Sabaudia, Sermoneta i Sezze.

## Historia
Latina została założona 30 czerwca 1932 roku pod nazwą Littoria. Prawa miasta nadano 18 grudnia tego samego roku. Littorię zasiedlono osadnikami pochodzącymi głównie z Friuli i Wenecji Euganejskiej, którzy utworzyli swego rodzaju wenecko-pontyjską społeczność, która do dziś przetrwała tylko w kilku peryferyjnych dzielnicach. Większość budowli w stylu neoklasycznym, to dzieła znanych architektów i artystów, jak Marcello Piacentini, Angiolo Mazzoni czy Duilio Cambellotti.
W 1934 roku miasto stało się stolicą prowincji, a po II wojnie światowej, w 1946, przemianowano je na Latina. Miasto stało się popularnym, modnym miejscem zamieszkania. Wraz z napływem nowych osadników, głównie z Lacjum, wenecki dialekt zaczął zanikać, aż w końcu został niemal całkowicie wyparty przez dialekt rzymski.

## Gospodarka
W mieście jest rozwinięty przemysł farmaceutyczny i chemiczny, produkowane są też sery. Latina jest również ośrodkiem rolniczym i ma dobrze rozwinięty sektor usług. Działająca dawniej w mieście elektrownia jądrowa jest obecnie zamknięta.

## Urodzeni w Latinie
- Mara Santangelo – tenisistka